# Instituto Departamental León Alvarado
El Instituto Departamental León Alvarado (abreviado ILA) es un colegio público departamental localizado en la ciudad de Comayagua, fundado el 28 de abril de 1879 y establecido el 8 de mayo de 1890 durante el periodo de Luis Bográn en honor al ilustre León Alvarado.
Es el instituto de segunda enseñanza más antiguo de Honduras, considerado como el mayor colegio del departamento de Comayagua, contando con un promedio de 4000 estudiantes y reconocido a nivel nacional por su participación en eventos deportivos, tecnológicos, certámenes de matemáticas y conocimiento.

## Historia

### Fundación

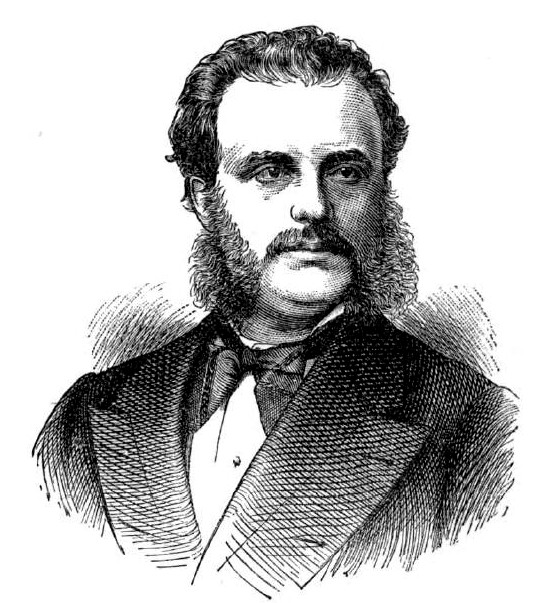
Marco Aurelio Soto, fundador.

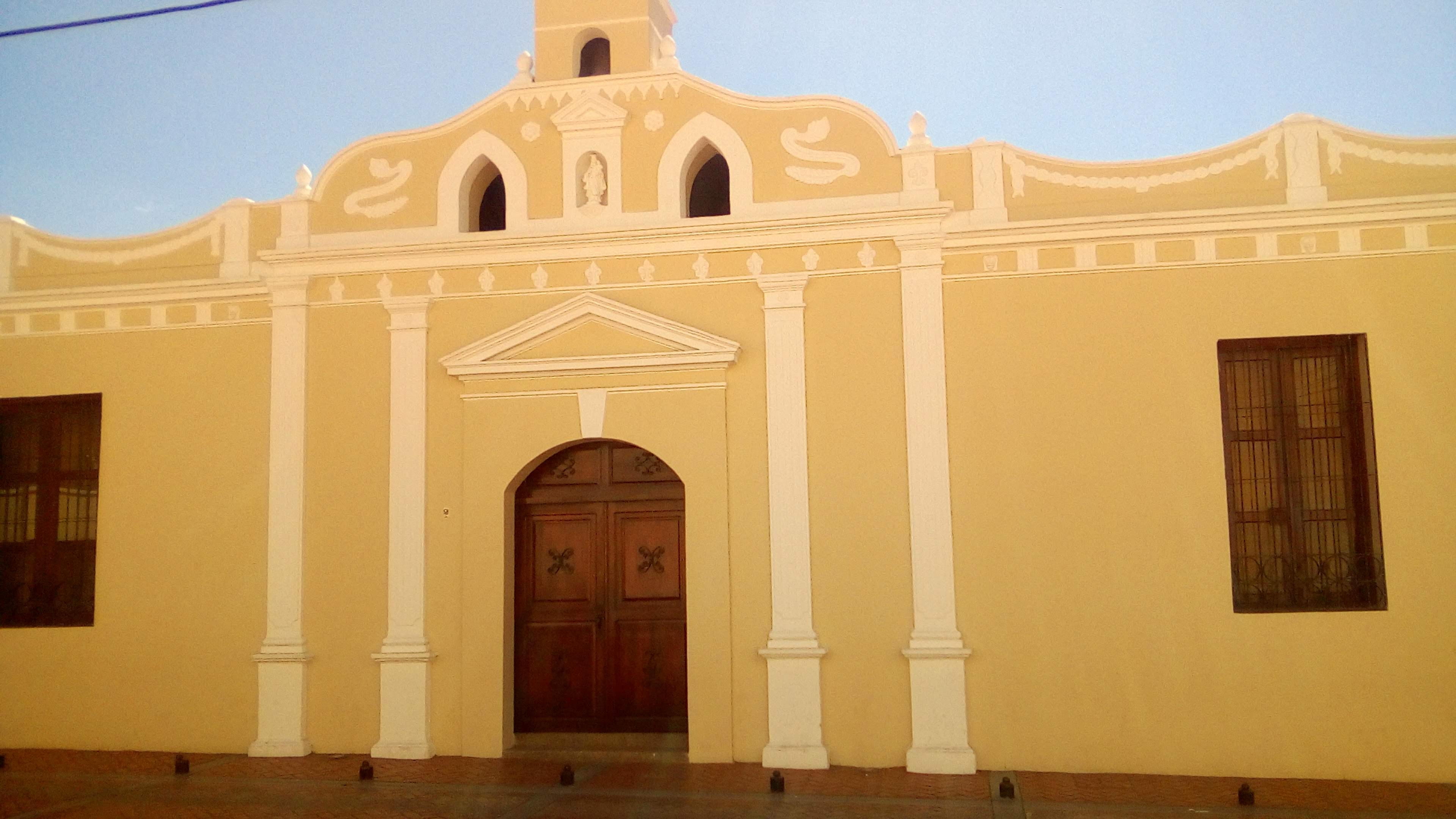
Antigua instalación del instituto.

El Doctor Marco Aurelio Soto, a través del Secretario General Doctor Ramón Rosa crean en Comayagua un «Colegio de Segunda Enseñanza», El Instituto Departamental León Alvarado fue creado mediante decreto presidencial, siendo presidente Luis Bográn.
Su creación fue el 28 de abril de 1879, empero el acuerdo efectivo de fundación está fechado el 27 de diciembre de 1883,  inició sus labores educativas con una misión de Guatemala constituida por 8 profesores. 
En 1884, se estableció en esta Institución una Escuela Superior, subvencionada por el Estado, creando las cátedras de Derecho y Ciencias Políticas.
El 25 de enero, se crearon las clases de "Derecho" y "Ciencias Políticas y Sociales"

## Oferta académica
El instituto se basa con una educación básica y educación de segundo nivel. El currículum de clases se imparten en cuatro jornadas; Matutina, vespertina, nocturna y extendida (siendo esta última agregada en 2017).
En el 2017, se agregaron las carreras de "Informática Orientada a Robótica", y "Banca y Finanzas", en 2018 se agregó "Secretariado Ejecutivo Bilingüe" al currículum académico, siendo estos en horario extendido.
Las carreras que el colegio ofrece, son de carácter profesional y técnico, aparte de las especialidades ofrecidas por la Secretaría de Educación de Honduras
| Área curricular | Carrera                                                                       | Duración           | Campus                                                        |
| --------------- | ----------------------------------------------------------------------------- | ------------------ | ------------------------------------------------------------- |
| Contaduría      | Bachillerato Profesional en Contaduría y Finanzas                             | 3 años             | Laboratorios de computo Aula de clase                         |
| Contaduría      | Bachillerato Profesional en Administración de Empresas                        | 3 años             | Laboratorios de computo Aula de clase                         |
| Contaduría      | Bachillerato Técnico Profesional en Banca y Finanzas                          | 3 años (Extendida) | Laboratorios de computo Aula de clase                         |
| Tecnología      | Bachillerato Técnico Profesional en Informática                               | 3 años             | Laboratorios de computo Aula de clase                         |
| Tecnología      | Bachillerato Técnico Profesional en Electrónica                               | 3 años             | Laboratorios de computo Taller de electrónica Aula de clase   |
| Tecnología      | Bachillerato Técnico Profesional en Refrigeración                             | 3 años             | Laboratorios de computo Taller de electrónica Aula de clase   |
| Tecnología      | Bachillerato Técnico Profesional en Informática Orientado a Robótica          | 3 años (Extendida) | Laboratorios de computo Laboratorio de Robótica Aula de clase |
| Sociales        | Bachillerato Profesional en Ciencias y Humanidades                            | 2 años             | Laboratorios de computo Aula de clase Área de campo           |
| Sociales        | Bachillerato Técnico Profesional en Promoción Social y Desarrollo Comunitario | 3 años             | Aula de clase Área de campo                                   |
| Sociales        | Bachillerato Profesional en Salud y Nutrición                                 | 3 años             | Aula de clase Área de campo                                   |
| Comunicación    | Bachillerato Profesional en Asistente Ejecutivo Bilingüe                      | 3 años (Extendida) | Laboratorios de computo Aula de clase                         |

#### Participación académica
La institución se caracteriza por sus participaciones en eventos de desarrollo cultural y tecnológico a nivel nacional y centroamericano, obteniendo premios y reconocimientos con alto estatus institucional.
La "Banda Marcial León Alvarado", ha representado al país en tres ocasiones a nivel iberoamericano, obteniendo primer lugar en 2015, siendo uno de los grupos culturales insignia de la ciudad comayagüense. En agosto de 2017, un equipo de la carrera de robótica del instituto, ganó primer lugar en la competencia nacional de robótica WRO, representando al país en Costa Rica el mismo año.

## Actividades Extracurriculares

### Banda Marcial León Alvarado

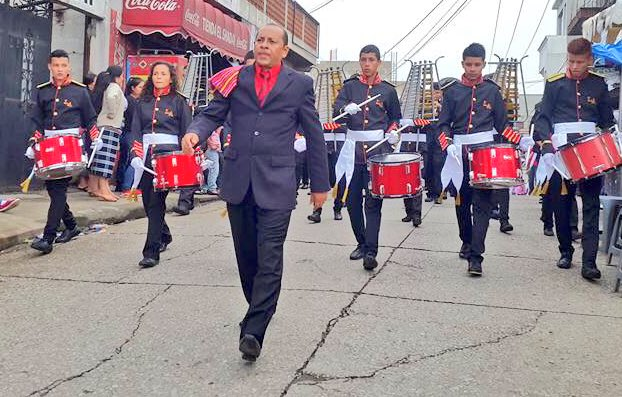
Integrantes de la banda marcial marchando en Guatemala en 2016.

Este grupo artístico estudiantil, fue creado en 1987 por el profesor Eduardo Vásquez inicialmente como banda estudiantil, y en 1989 nombrado como "banda marcial", siendo la primera en el departamento de Comayagua. Desde 1997, la banda marcial está a cargo del profesor Jovel Castillo y se compone por un aproximado de 110 integrantes, todos estos alumnos del instituto. Fue la primera en entonar el Himno Nacional de Honduras frente a la Catedral de Comayagua un 15 de septiembre de 1989.
Se le considera como un símbolo artístico del instituto, al participar en eventos nacionales y centroamericanos, siendo uno de sus mayores logros, el primer lugar en Ciudad de Guatemala en 2016, siendo una de los grupos estudiantiles de música con mayor trayectoria en Centroamérica.

### Cuadro de Danza Folclórica
En el área cultural, existe un cuadro de danza de estilo "folclore", compuesto por ocho parejas de baile, siendo todos ellos, estudiantes del instituto. Este cuadro ha participado en diversos concursos y certámenes a nivel regional y nacional, ganando primer lugar en 6 ocasiones en el "Festival Sope Rey", siendo anfitriones. Los trajes que utilizan los integrantes están hechos por colaboradoras del taller de Artes plásticas, con colores representativos de la flora y fauna de la región comayagüense.

## Instalaciones

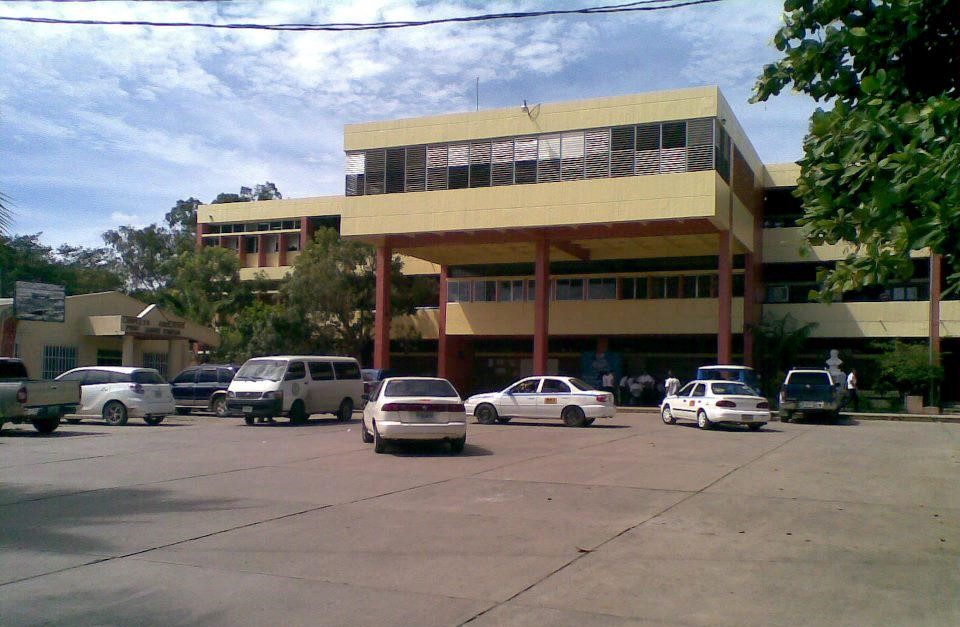
Edificio administrativo desde 1974.

Desde su creación, su sede fueron las instalaciones del Colegio Tridentino, y desde su establecimiento, funcionó en las instalaciones que hoy ocupa el Jardín de niños Sagrado Corazón hasta 1974, año en que es trasladado a sus instalaciones actuales.
El campus del instituto, cuenta con una área propia de 3,3 km², en donde se han construido 8 edificaciones. Entre ellas hay 4 laboratorios de computación y 1 de robótica, 3 talleres de trabajo, 2 laboratorios de ciencia, 1 taller de cocina, 1 campo grande de fútbol, 2 canchas de cemento, un salón multiusos, una biblioteca, 2 km² en áreas verdes y un gimnasio multideportivo de 250m².
El Edificio Administrativo consta de 3 plantas, en el cual se encuentran 15 aulas de clases, el salón multiusos y las oficinas de la administración de la institución.